# Lago de Tscheppa
O Lago Tscheppa é um lago localizado próximo a Sils im Engadin/Segl, no Vale de Engadina, no cantão de Grisons, Suíça.
A superfície deste lago é de 7,96 ha e localiza-se a uma altitude de 2616 m. É alimentado pela água do Glaciar de Crasta-Tscheppa, glaciar este que praticamente derreteu em 2003.